# Andrij Hrinenko
Andrij Jurijovyč Hrinenko (ukrajinsky Андрій Юрійович Гріненко, * 25. února 1979) je ukrajinský podnikatel, doktor ekonomie a odborník na energetiku. Je spoluzakladatelem skupiny Clear Energy a zakladatelem společnosti RSE s.r.o. (Česká republika).

## Životopis
Andrii Grinenko se narodil 25. února 1979 v Perejaslavu v Kyjevské oblasti. V roce 1996 absolvoval s vyznamenáním Střední školu č. 1.
V roce 2000 absolvoval s vyznamenáním Kyjevskou národní ekonomickou univerzitu Vadyma Hetmana (specializace: finance a úvěr). Dále si rozšířil vzdělání na Kyjevské národní agrární univerzitě (specializace: účetnictví a audit).
V roce 2012 obhájil disertační práci v oblasti ekonomické bezpečnosti státu a získal titul doktora ekonomie.

## Profesní činnost
V letech 2000–2009 pracoval ve finančním a obchodním sektoru. Od roku 2009 působil v rajónních státních správách Kyjevské oblasti a v roce 2013 byl jmenován vedoucím Boryspilské rajónní státní správy.
Od roku 2015 je spoluzakladatelem a generálním ředitelem skupiny Clear Energy, která realizuje rozsáhlé projekty v bioenergetice (kogenerační zdroje na biomasu). centrální kotelny v Žytomyru a 15 stanic pro využití skládkového plynu napříč Ukrajinou.
V roce 2023 založil společnost RSE s.r.o. (Česká republika), která se specializuje na autonomní energetická řešení pro obce, průmyslové podniky a kritickou infrastrukturu. V roce 2024 RSE dodala více než 200 MW zařízení do 11 ukrajinských regionů; roční výrobní kapacity činí 400 kotlů a 480 kogeneračních jednotek.